# 홀거 마인스
홀거 클라우스 마인스(독일어: Holger Klaus Meins, 1941년 10월 26일 ~ 1974년 11월 9일)는 1970년대 초반 독일 적군파에 가담했다가 감옥에서 단식 투쟁으로 사망한 독일의 영화학도였다.